# The Illusion of Progress
The Illusion of Progress é o sexto álbum de estúdio da banda Staind, lançado a 19 de Agosto de 2008.
O disco atingiu o nº 3 da Billboard 200 e o nº 13 do Top Internet Albums.

## Faixas
1. "This Is It" - 3:46
2. "The Way I Am" - 4:18
3. "Believe" - 4:17
4. "Save Me" - 4:52
5. "All I Want" - 3:29
6. "Pardon Me" - 5:02
7. "Lost Along The Way" - 4:19
8. "Break Away" - 4:09
9. "Tangled Up In You" - 4:35
10. "Raining Again" - 3:53
11. "Rainy Day Parade" - 4:16
12. "The Corner" - 5:17
13. "Nothing Left To Say" - 4:40

### Faixas bónus
1. "It's Been Awhile" (versão acústica de Hiro Ballroom) [Edição Limitada] - 4:49
2. "Devil" (versão acústica de Hiro Ballroom) [Edição Limitada] - 5:18
3. "Schizophrenic Conversations" (versão acústica de Hiro Ballroom) [Edição Limitada] - 4:46
4. "The Truth" [Edição japonesa + Edição Deluxe iTunes][2] - 4:42
5. "Something Like Me" [Edição japonesa + Edição Deluxe iTunes pre-order][3] - 4:52

## Créditos
- Aaron Lewis - Vocal, guitarra
- Mike Mushok - Guitarra
- Johnny April - Baixo
- Jon Wysocki - Bateria
- Johnny K - Produtor, piano
- John Pirruccello - Guitarra
- Rick Barnes - Guitarra